# Betis Deportivo Balompié
Betis Deportivo Balompié (tot 2017 Real Betis B) is het tweede elftal van Real  Betis.  Het team komt sinds 2024 uit in de Primera Federación, het derde niveau van Spanje. Thuiswedstrijden worden afgewerkt op Ciudad Deportiva Luis del Sol, dat plaats biedt aan 4.000 toeschouwers.
Reserveteams kunnen niet deelnemen aan de Copa del Rey. Bovendien kunnen alleen spelers onder de 23 jaar of spelers onder de 25 jaar met een profcontract schakelen tussen het eerste elftal en het tweede team.

## Geschiedenis
Real Betis beschikte tot in de jaren zestig niet over een tweede elftal. Toentertijd was het gebruikelijk om jonge spelers te plaatsen bij plaatselijke voetbalclubs. In 1963 werd het tweede elftal opgericht, onder de naam Triana Balompié. Ze begonnen in het seizoen 1964/65 in de Tercera División. Onder leiding van José Núñez Naranjo werd besloten om de clubnaam te veranderen naar Betis Deportivo. In het seizoen 1995/96 werd Betis Deportivo hernoemd tot Real Betis B. Door de jaren heen heeft de club vele talenten voortgebracht, waaronder Rafael Gordillo, Luis del Sol, Joaquín, Juanito en Diego Tristán.
Tot 2017 werd de naam Real Betis B gebruikt. Tegenwoordig wordt de naam Betis Deportivo Balompié, kortweg Betis Deportivo, gehanteerd.
Tijdens het overgangsjaar 2020-2021 van de Segunda División B zou de ploeg een plaatsje kunnen afdwingen in de nieuw opgerichte Primera División RFEF.  Tijdens het seizoen 2021-2022 kon met een allerlaatste plaats in de eindrangschikking het behoud niet afgedwongen worden. Zo speelde de ploeg vanaf seizoen 2022-2023 op het vierde niveau van het Spaans voetbal, de Segunda División RFEF. In 2024 promoveerde Betis Deportivo Balompié via de play-offs naar het derde niveau.

## Eindklasseringen
- 1965 6e
Tercera División
- 1966 7e
Tercera División
- 1967 5e
Tercera División
- 1968 4e
Tercera División
- 1969 3e
Tercera División
- 1970 6e
Tercera División
- 1971 7e
Tercera División
- 1972 17e
Tercera División
- 1973 4e
1e regionaal
- 1974 4e
1e regionaal
- 1975 3e
1e regionaal
- 1976 1e
1e regionaal
- 1977 19e
Tercera División
- 1978 12e
Tercera División
- 1979 5e
Tercera División
- 1980 9e
Tercera División
- 1981 7e
Tercera División
- 1982 8e
Tercera División
- 1983 14e
Tercera División
- 1984 2e
Tercera División
- 1985 1e
Tercera División
- 1986 15e
Segunda División B
- 1987 2e
Tercera División
- 1988 14e
Segunda División B
- 1989 18e
Segunda División B
- 1990 1e
Tercera División
- 1991 10e
Segunda División B
- 1992 7e
Segunda División B
- 1993 17e
Segunda División B
- 1994 1e
Tercera División
- 1995 11e
Segunda División B
- 1996 10e
Segunda División B
- 1997 14e
Segunda División B
- 1998 12e
Segunda División B
- 1999 9e
Segunda División B
- 2000 17e
Segunda División B
- 2001 2e
Tercera División
- 2002 8e
Segunda División B
- 2003 15e
Segunda División B
- 2004 16e
Segunda División B
- 2005 8e
Tercera División
- 2006 6e
Tercera División
- 2007 2e
Tercera División
- 2008 12e
Segunda División B
- 2009 11e
Segunda División B
- 2010 14e
Segunda División B
- 2011 16e
Segunda División B
- 2012 8e
Segunda División B
- 2013 20e
Segunda División B
- 2014 1e
Tercera División
- 2015 8e
Segunda División B
- 2016 17e
Segunda División B
- 2017 1e
Tercera División
- 2018 19e
Segunda División B
- 2019 6e
Tercera División
- 2020 1e
Tercera División
- 2021 3e
Segunda División B
- 2022 20e
Primera Federación
- 2023 4e
Segunda Federación
- 2024 5e
Segunda Federación
- 2025 13e
Primera Federación

- Primera Federación
- Segunda Federación
- Segunda División B
- Tercera Federación
- 1e regionaal

Grupo 1:
Arenas Club .
Arenteiro ·
Barakaldo . 
Bilbao Athletic .
Cacereño .
Celta B ·
Ferrol .
Guadalajara .
Lugo ·
Mérida .
Osasuna B ·
Ourense CF .
Ponferrada ·
Pontevedra .
Real Avilés .
Real Madrid Castilla ·
Salamanca .
Talavera de la Reina .
Tenerife .
Zamora CF

Grupo 2:
Alcorcón .
Algeciras ·
Antequera ·
Atlético Madrid B ·
Atlético Sanluqueño ·
Real Betis B .
Cartagena .
Eldense .
Europa .
Hércules Alicante .
Ibiza ·
Marbella ·
Murcia ·
Sabadell .
FC Sevilla B .
Tarazona ·
Tarragona ·
Teruel .
Torremolinos . 
Villarreal B .